# 国道5号線 (モロッコ)
国道5号線（こくどう5ごうせん、アラビア語: الطريق الوطنية 5、フランス語: Route nationale 5、N5）は、モロッコのアイウンからゲルダ·セムールに至る、総距離259キロメートル (km) の一般道路である。